# سیارک ۲۵۴۷۲
سیارک ۲۵۴۷۲ (به انگلیسی: 25472 Joanoro، نامگذاری:1999XL36) بیست و پنج هزار و چهارصد و هفتاد و دومین سیارک کشف شده‌است که در ۶ دسامبر ۱۹۹۹ کشف شد.
قدر مطلق سیارک برابر ۱۸.۶ است.